# Signore delle Colline

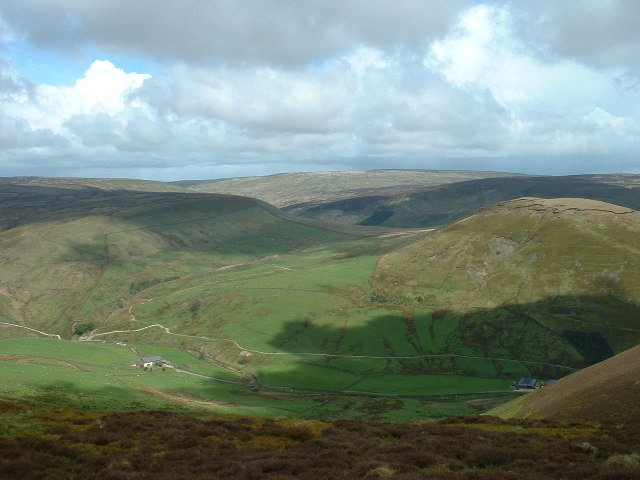
Bowland Fells, dominio storico del Signore delle Colline

Signore delle Colline (in inglese Lord of the Fells) è un titolo consuetudinario dei signori di Bowland. Si ritiene che il titolo sia diventato consuetudinario durante l'epoca altomedievale per indicare l'aspro dominio collinare dei signori di Bowland. Bowland Fells, più nota come Foresta di Bowland, è un'area di brulle colline di pietra molare, valli profonde e brughiere di torba, situata principalmente nel nord-est del Lancashire, in Inghilterra. Una piccola parte si trova nel North Yorkshire e gran parte dell'area faceva storicamente parte del West Riding of Yorkshire.
La Signoria della Foresta di Bowland fu creata dal re Guglielmo II qualche tempo dopo la redazione del Domesday Book del 1068. Potrebbe essere stata una ricompensa per Ruggero di Montgomery, primo signore di Bowland, per il suo ruolo nella sconfitta dell'esercito del re scozzese Malcolm III nel 1091-1092. La Foresta e la Libertà di Bowland, insieme alla concessione dell'adiacente feudo del Blackburnshire e dei possedimenti di Hornby e Amounderness, furono unite per costituire la base di quella che divenne nota come la signoria di Clitheroe.
Come i titoli sussidiari di Signore delle Isole e Signore of Man, anche il Signore delle Colline ha collegamenti con la Corona. Dopo il 1351, la signoria di Bowland fu amministrata come parte del Ducato di Lancaster e il duca (dal 1399, il sovrano) fu riconosciuto signore supremo della Foresta e dei dieci manieri della Libertà. In quanto lord supremo, fu chiamato Lord King of Bowland.
Il sedicesimo signore di Bowland ha assunto il titolo di Signore delle Colline l'11 marzo 2011.